# أرتاقورغان
أرتاقورغان هي بلدة في مقاطعة شهرسبز في ولاية قشقداريا في أوزبكستان.